# 江の島エスカー

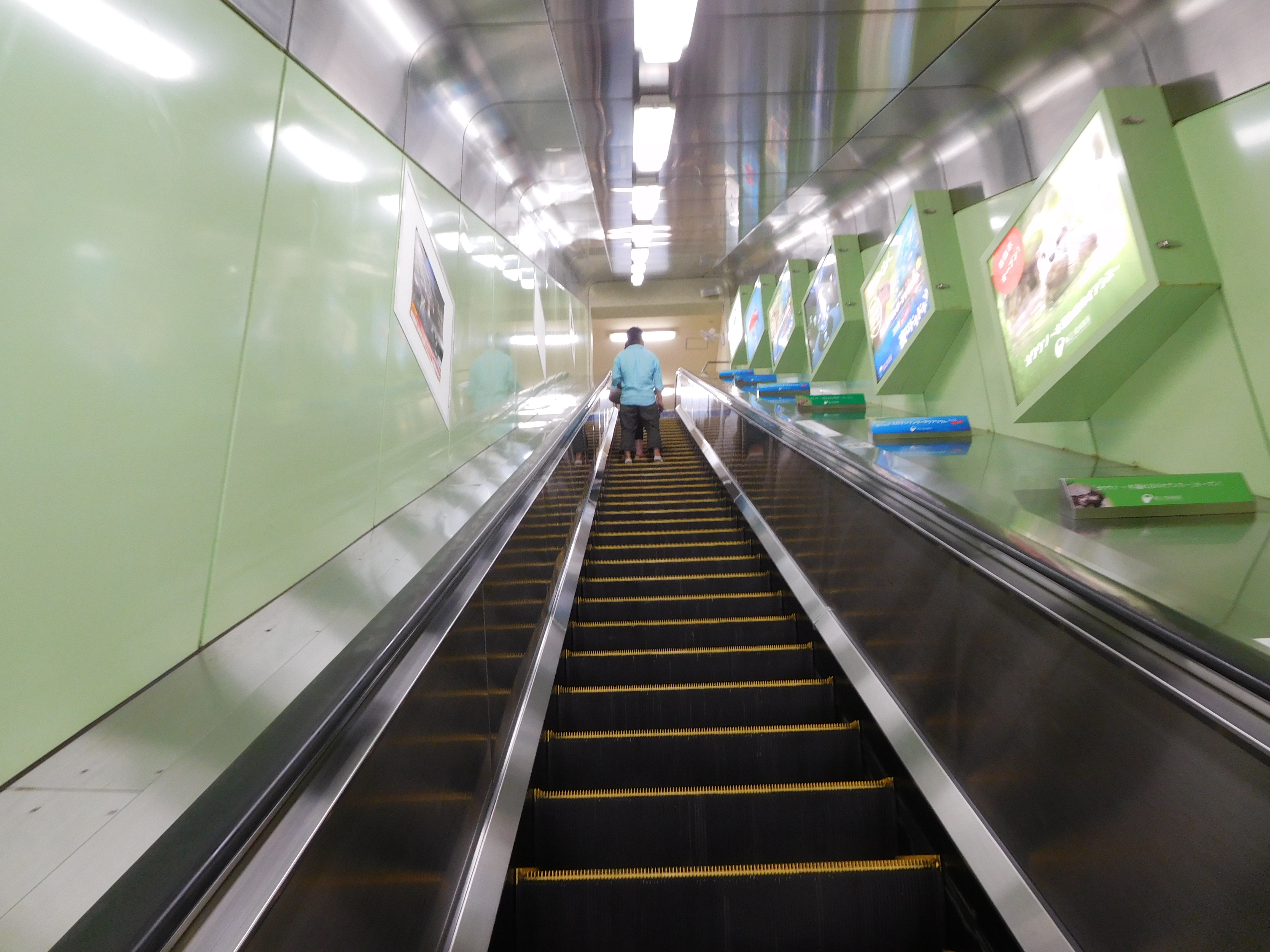
江の島エスカー（1区2連目）

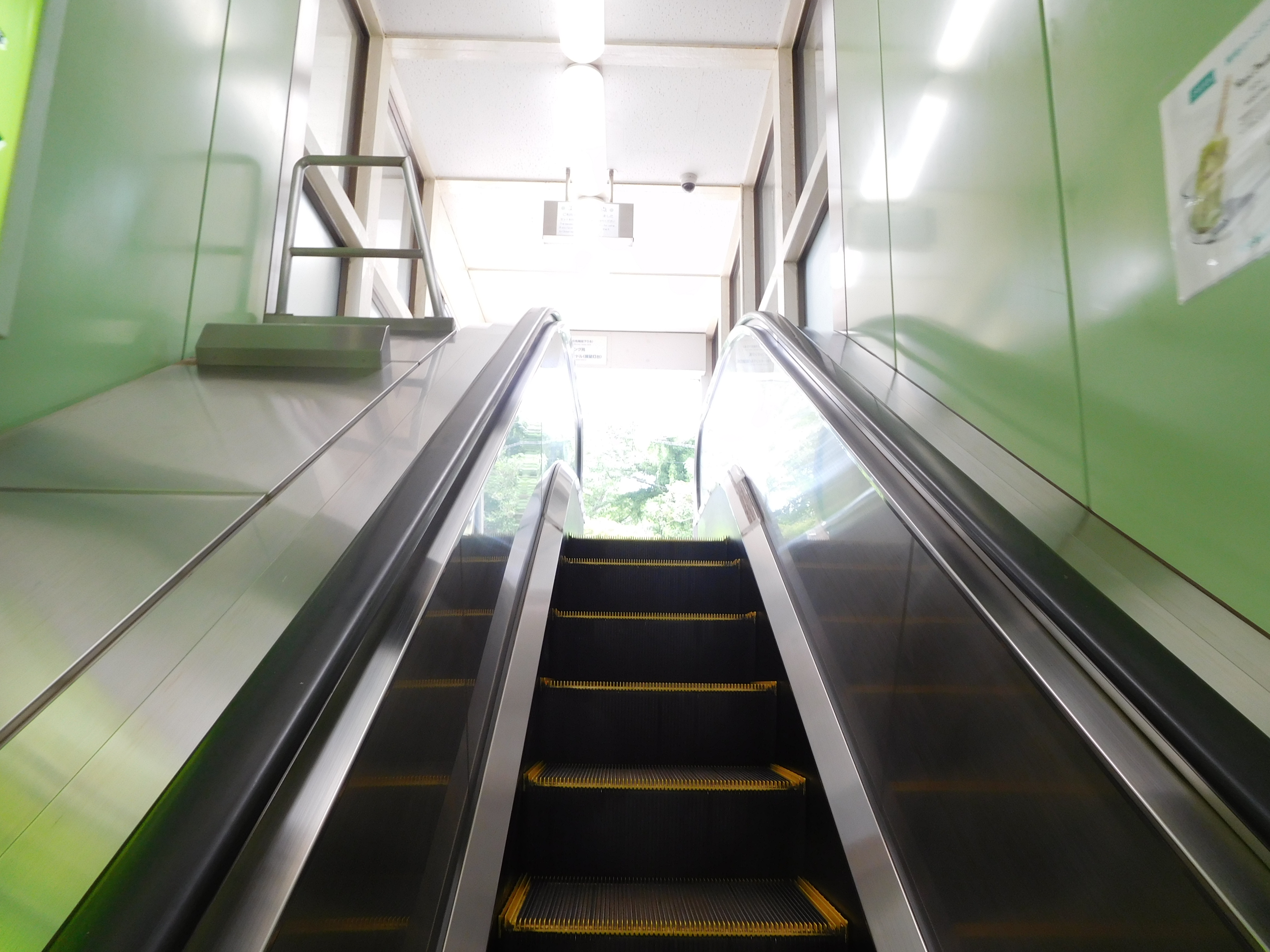
江の島エスカー（3区4連目終点付近）

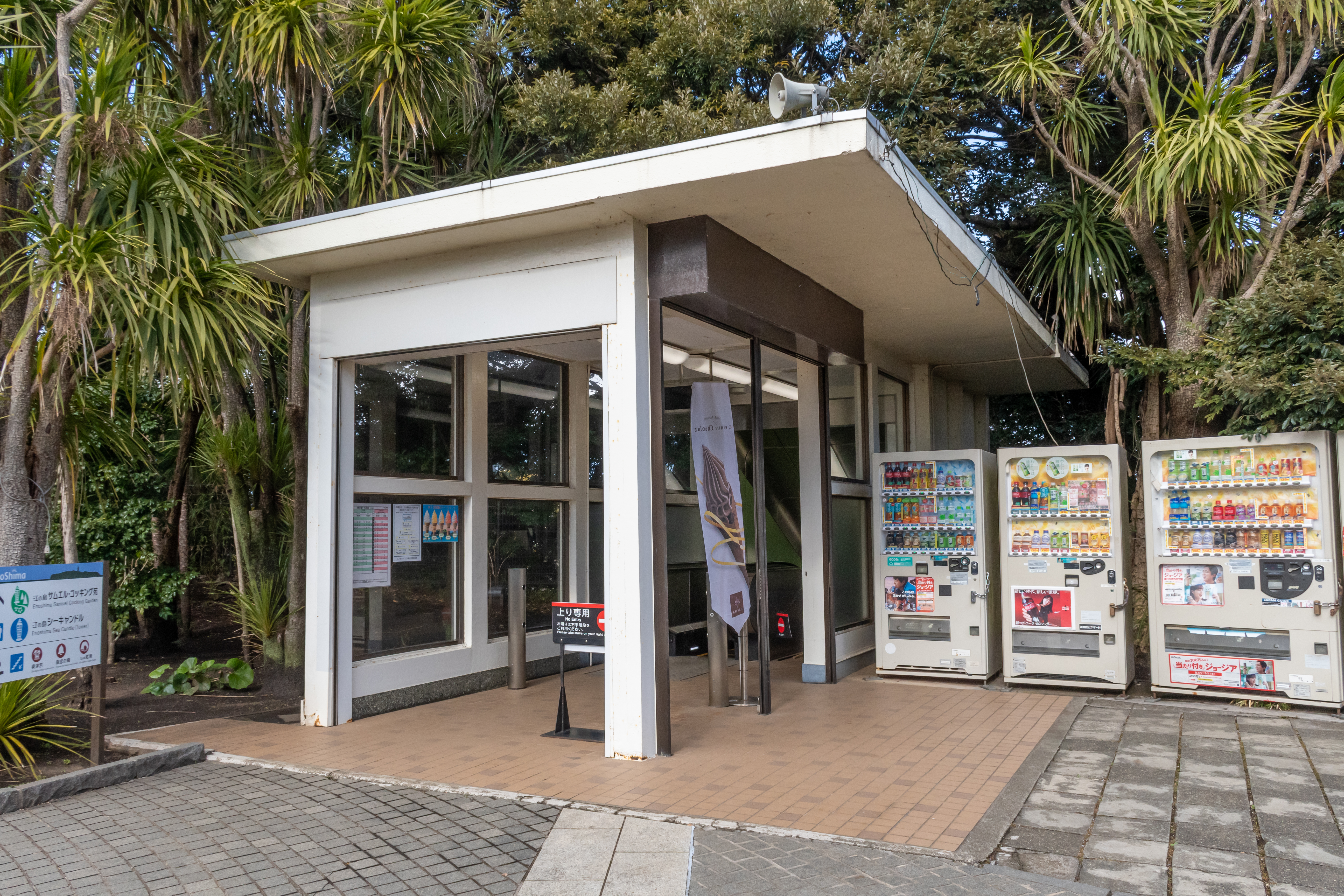
3区の終点

江の島エスカー（えのしまエスカー）は、神奈川県藤沢市の江の島にある上り専用の屋外有料エスカレーター。江島神社入り口の石段上り口から江の島の頂上に至る4連のエスカレーターであり、5分ほどで頂上まで到達することができる。江ノ島電鉄が運用する。エスカーの名は、上りだけのエスカレーターであることに由来する。

## 構造
3つの区間を4連のエスカレーターでつないだものであり、3区間の合計は長さ106 m、高低差46 mになる。メーカーは日立ビルシステムである。3区間に分かれていることで、区間ごとに利用することが可能であると同時に、エスカレーターを乗り継ぐ際に江島神社の辺津宮や中津宮に参拝に立ち寄ることもできるという特徴がある。この区間に並行して続く石段を徒歩で上った場合20分かかるが、エスカーを利用すれば4分で到達する。ただしエスカーは上り専用のため、下りは石段を利用するしかない。
エスカーの構成
| 1区 | 1連・2連目 | 鳥居前 - 辺津宮 |
| 2区 | 3連目      | 辺津宮 - 中津宮 |
| 3区 | 4連目      | 中津宮 - 頂上   |

エスカーはトンネル構造を採用しており、1区と2区のほとんどの区間は地中を通している。これは景観への配慮を行ったもので、当初は景色が望める露天で建設したかった江ノ島鎌倉観光（現・江ノ島電鉄）が建設反対派と妥協した結果である。トンネルは20 cmの厚みをもつ四角形のコンクリートでできており、内部の壁には多くの広告が掲出されている。
エスカーの安全点検は、毎日の従業員による点検と毎月の専門業者による点検の2種類が行われており、2012年（平成24年）からは監視カメラの運用も行っている。

## 歴史
1949年（昭和24年）に江ノ島電気鉄道の取締役に就任した五島慶太は、鉄道事業だけでは発展性がないと主張し、会社側にバス事業の再開と観光業への進出を求め、社名を「江ノ島鎌倉観光」に変更させた。観光業への進出の第1号として藤沢市が開設した熱帯植物園（現・江の島サムエル・コッキング苑）の譲渡交渉と園内への平和塔（灯台と展望台を兼ねた施設、江の島シーキャンドルの前身）の建設を推進し、1951年（昭和26年）3月25日に平和塔を含む江ノ島鎌倉観光運営の植物園を開園した。
しかしこの植物園に行くには長い石段を上る必要があり、頂上まで上るのを諦めて引き返す観光客が続出した。また同じく石段を上らねば到達できない江島神社奥津宮の参拝者数や江の島岩屋の入場者数も年々減少していた。そこで江ノ島鎌倉観光は頂上まで楽に到達できる江の島エスカーの建設を計画することとなった。建設計画には文化財保護委員会（現・文化庁）や保守派の島民が反対し、大きな反発を招いた。そこで全て露天で設置する予定だった計画をトンネル式に改めることとして、島民や文化人の同意を取り付けた。
こうして1959年（昭和34年）7月23日に江の島エスカーは日本初の屋外エスカレーターとして開通した。エスカーという名前は、当時の社員がエスカレーターは上りと下りがないといけないので、上りしかないこのエスカレーターをエスカーとしてはどうか、と提案したことに由来する。このことは当時の会議録に記されているが、発言者の名前までは記録されていない。江ノ島鎌倉観光は開通式に神奈川県警察の吹奏楽団を招き、テレビCMを打ち、「江の島エスカーの歌」まで制作するほどの力の入れ様であった。
江ノ島鎌倉観光によるエスカーの設置は成功し、1960年代初頭の江ノ島弁天橋の通行客の6割がエスカーに乗ったとされ、奥津宮の参拝者数の回復にも寄与した。当時のエスカーの輸送力は1時間当たり8,000人であった。なおエスカーの開通当時は、エスカレーターそのものがまだ珍しい時代であったため、靴を脱いで乗ろうとしたり、助走を付けて飛び乗ろうとしたりする利用者もいた。
2010年（平成22年）に1区、2011年（平成23年）に2区と3区がリニューアルされた。2016年（平成28年）にはエスカー乗り場前に、藤沢市が観光客向けの「FUJISAWA Free Wi-Fi」アクセスポイントを設置した。

## 利用案内

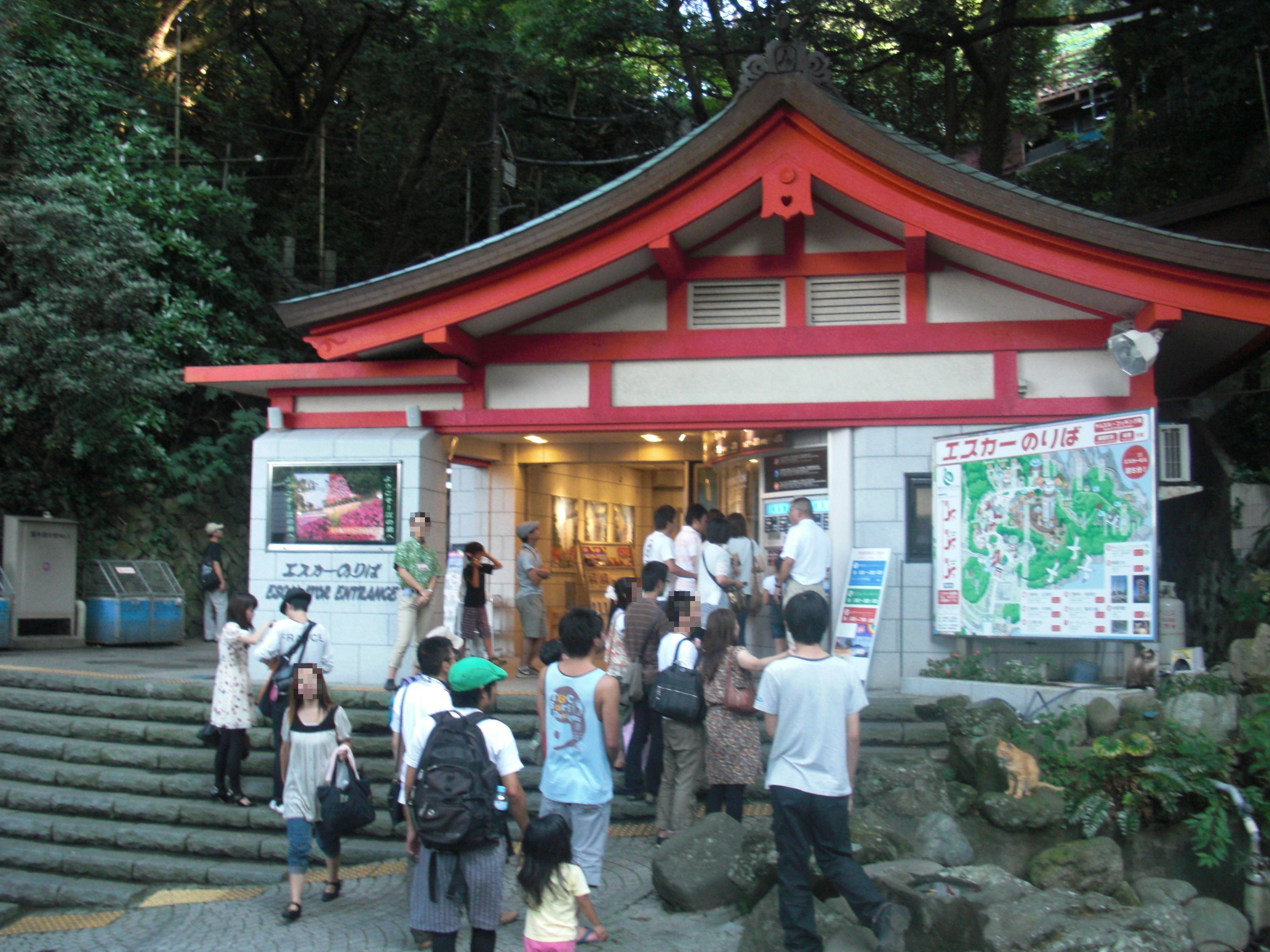
エスカーの1区のりば

営業時間は9時から19時5分までで、年中無休である。エスカーは高齢者をはじめ、家族連れやカップルなど幅広い層に利用されており、2015年度の利用者数は85万8千人であった。これはサムエル・コッキング苑や江の島シーキャンドルの入場者数よりも多くなっている。
1区ののりばは、単なるエスカーのチケット販売所としてだけではなく、「eno=pass」などの各種チケットの発行所、頂上のサムエル・コッキング苑や江の島シーキャンドルに関する情報を発信する観光案内所としての機能も持ち合わせる。

### 利用料金
以下は2018年現在の正規料金である。20人以上の団体料金（全区間のみ）、障害者手帳等の保持者と付添者対象の割引、一日乗車券（江の島・鎌倉フリーパス、のりおりくん、湘南モノレール1日フリーきっぷ）保持者の割引、展望灯台セット券やeno=passなどのセット券を利用することで正規料金より安く利用することができる。なお、開業当時の料金は大人40円、小人20円であった。
| 区間    | 大人  | 小人  |
| ------- | ----- | ----- |
| 1区     | 200円 | 100円 |
| 3区     | 100円 | 50円  |
| 2 - 3区 | 180円 | 90円  |
| 全区間  | 360円 | 180円 |

### バリアフリー対応
エスカーは上り専用で幅の狭い箇所があるため、エスカーに車椅子で乗ることはできない。
藤沢市は2017年（平成29年）3月に江の島のバリアフリー化に向けた基本計画を策定し、その中でエスカーのバリアフリー化についても検討した。その中で藤沢市は車椅子対応型エスカレーターを製造するメーカーにヒアリングを実施したが、エスカー製造元の日立ビルシステムを含め、全社がエスカーの改修は困難であると回答した。このため市ではエスカーを撤去して斜行エレベーターを設置するか、エスカレーター用車椅子昇降介助機器を導入するという案を提示している。しかしどちらの案も一長一短あり、「運行事業者（江ノ電）との協議を進め、対応方針を検討することが望まれる」という語で結んでいる。

## 江の島エスカーを題材とした楽曲
江の島エスカーの歌
江ノ島観光のコマーシャルソングとして1959年（昭和34年）に制作された。作詞者は加藤省吾。
江ノ島エスカー
ASIAN KUNG-FU GENERATIONが2008年（平成20年）2月6日に、「転がる岩、君に朝が降る」のカップリング曲としてリリースした。アルバム『サーフ ブンガク カマクラ』にまとめられている「湘南シリーズ」の1曲で、歌詞中にエスカーが登場する。
es.car
YUIの楽曲で「HOLIDAYS IN THE SUN」（2010年〔平成22年〕）に収録されている。恋のはじまりを江の島の情景に乗せて歌ったもので、タイトルのes.carは江の島エスカーから作られた造語である。
踏切シャッフル
クレイジーケンバンドの楽曲に収録されている。江ノ電を中心とした楽曲であるが、終りに「エスカーで」と云う歌詞が織り込まれている。